# ASM-135 ASAT

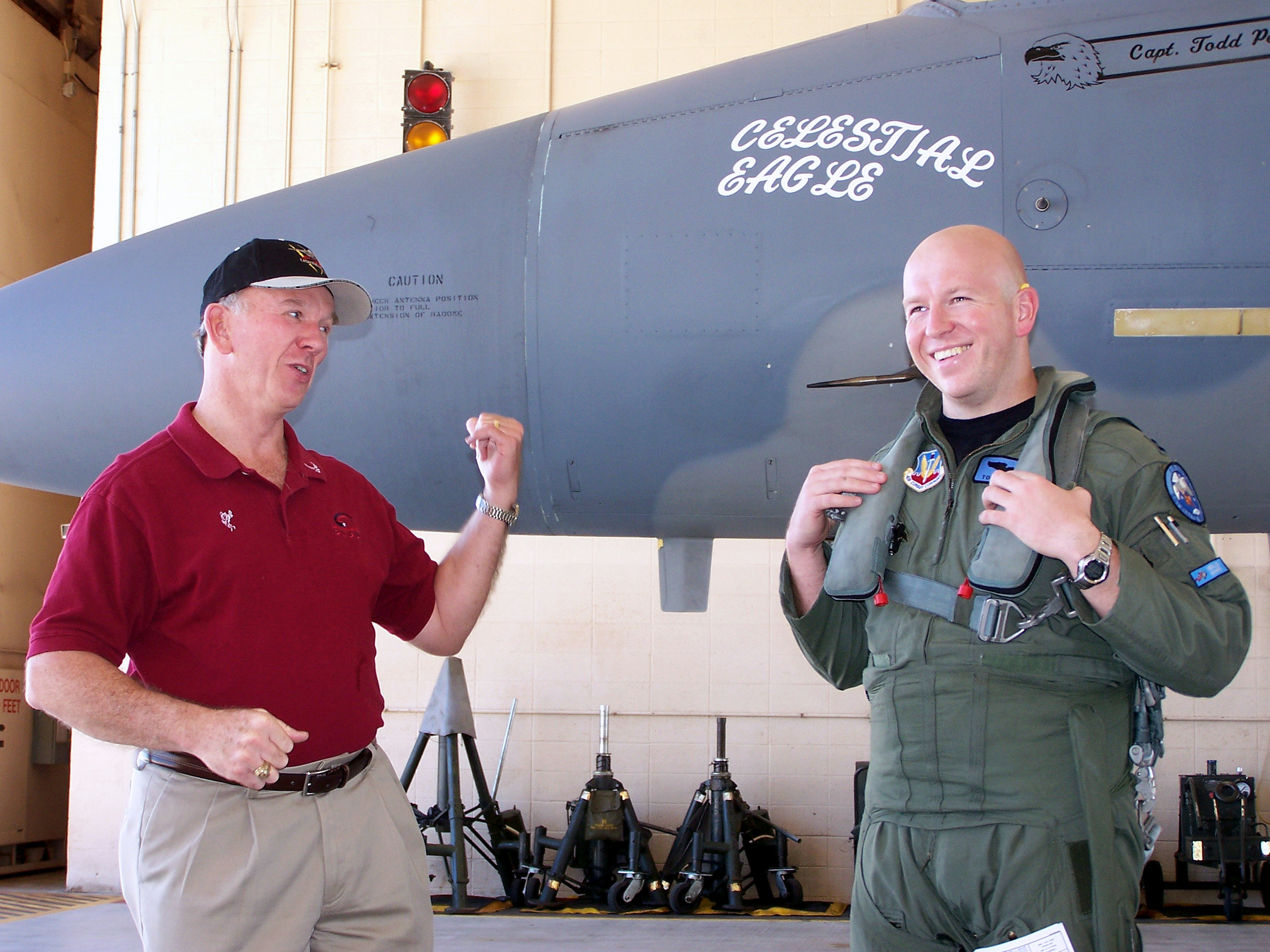
Generalmajor Wilbert ”Doug” Pearson framför den specialbyggda F-15 Celestial Eagle med vilken han genomförde provskjutningarna (September 2007).

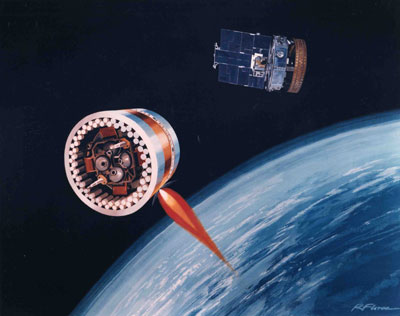
En illustration av MHV:n och satelliten Solwind strax innan träffögonblicket.

ASM-135 ASAT är en amerikansk antisatellitrobot tillverkad av Vought Aerospace. Trots lyckade provskjutningar togs roboten aldrig i tjänst.

## Bakgrund

### Tidigare antisatellitvapen
USA har experimenterat med antisatellitvapen sedan 1950-talet. Den första roboten, Bold Orion, var flygburen och avfyrades från en B-47 Stratojet. Den 19 oktober 1959 provsköts en Bold Orion mot satelliten Explorer 6 och missade med drygt sex kilometer.
Ett mer tillförlitligt vapen var roboten Nike-Zeus. Det var en vidareutveckling av Nike-Hercules och hade tillräcklig räckvidd för att kunna nå satelliter i låg omloppsbana. Roboten hade en kärnladdning på 20 kiloton.
Det antisatellitvapen som till slut togs i tjänst 1967 var baserat på den ballistiska roboten PGM-17 Thor. Provskjutningar visade dock att den elektromagnetiska pulsen kunde slå ut satelliter och elektronik på marken på upp till 1500 kilometers håll. Effekterna av elektromagnetisk puls (EMP) var något man inte hade räknat med och gjorde det uppenbart att det inte var lämpligt att använda kärnvapen utanför atmosfären.

### Istrebitel Sputnik
1978 tog Sovjetunionen satelliten Istrebitel Sputnik (IS, ryska: Истребитель спутник) i tjänst. IS var en satellit som hade förmågan att förstöra andra satelliter genom att manövrera sig till en konvergerande bana med målet och slå ut det med en konventionell splitterladdning när den kom tillräckligt nära. Som ett svar på det beslutade USA:s president Jimmy Carter att USAF skulle utveckla ett nytt antisatellitsystem.

## Utveckling
Flygvapnet begärde in offerter på en flygburen robot med förmågan att slå ut satelliter utan att använda kärnladdningar. Kontraktet gick till Vought Aerospace och deras förslag på en tvåstegsraket med infraröd målsökare som skulle slå ut målet med kinetisk energi genom en direktträff.
Raketen byggdes ihop av redan existerande komponenter från andra raketer. Första steget använde motorn från AGM-69 SRAM och andra steget var en Altair III som användes som fjärde steg på Scout B. Tredje steget, eller själva lasten, var en helt nyutvecklad Miniature Homing Vehicle (MHV) med målsökare och små styrraketer. Målsökaren bestod av indium-vismut och kyldes med flytande helium.
Raketen avfyrades från en specialbyggd F-15 Eagle strax under ljudhastighet i 65° stigning på 11 600 meters höjd. Flygplanet hade fått sin automatkanon bortmonterad och hade i stället en vakuumflaska med flytande helium för målsökarens kylning.

## Provskjutning
20 augusti 1985 godkände president Ronald Reagan en provskjutning mot den uttjänta satelliten Solwind P78-1. Den 13 september genomfördes provskjutningen ovanför Stilla Havet 300 km väster om Vandenberg Air Force Base i Kalifornien. MHV:n träffade Solwind på 555 000 meters höjd med en sammanlagd hastighet av 24 140 km/h och totalförstörde den.
Innan provet hade NASA uttryckt farhågor för att splitter skulle bli kvar i omloppsbana under mycket lång tid och utgöra en fara för andra satelliter och rymdfarkoster. Det visade sig dock att de flesta delarna snabbt sjönk ner mot jorden. Endast 8 av 285 upptäckta delar blev kvar i omloppsbana.
|                                                     |  |  |
| Bildsekvens från provskjutningen 13 september 1985. |  |  |

## Avveckling
Vid tiden för provskjutningen hade kostnaden för projektet stigit till tio gånger det från början planerade. Andra vapen som kunde användas mot både satelliter och ICBM:er började samtidigt utvecklas inom ramen för Strategic Defense Initiative. USA:s kongress hoppades dessutom kunna nå ett avtal med Sovjetunionen om att begränsa eller förbjuda antisatellitvapen och förbjöd i december 1985 vidare tester mot mål i omloppsbana. Ytterligare två provskjutningar ägde rum, fast med avlägsna stjärnor som mål, för att finslipa målsökaren och styrsystemet. Projektet avbröts officiellt av president Reagan 1988 på grund av förseningar och skenande kostnader.